# 에올라 파크호

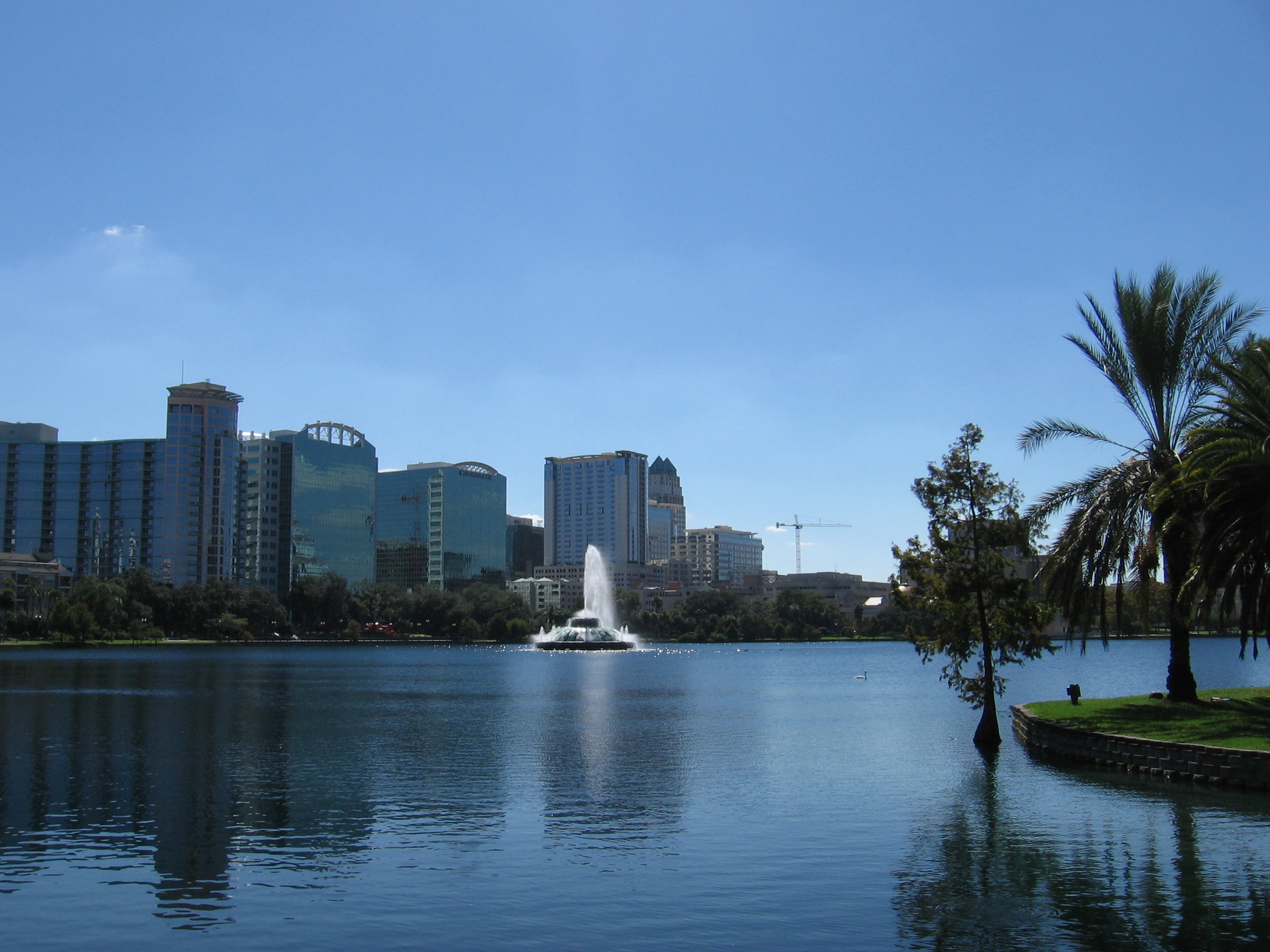
에올라 파크 호수

에올라 파크호(Lake Eola Park)는 플로리다주 올란도 중심가에 있는 호수다.